# J-Horror Theater
J-Horror Theater è una serie di film horror giapponese che comprende sei film girati da registi giapponesi diversi commissionata dal produttore giapponese Takashige Ichise. 
I film che fanno parte del J-Horror Theater sono:  
- Infection, diretto da Masayuki Ochiai nel 2004.
- Premonition, diretto da Norio Tsuruta nel 2004
- Reincarnation (Rinne), diretto da Takashi Shimizu nel 2005.
- Retribution, diretto da Kiyoshi Kurosawa nel 2006.
- Apparition - Amare oltre la morte, diretto da Hideo Nakata nel 2007.
- The Sylvian Experiments, diretto da Hiroshi Takahashi nel 2010.